# (13688) Oklahoma
(13688) Oklahoma ist ein Asteroid des Hauptgürtels, der am 9. September 1997 vom US-amerikanischen Astronomen Tom Stafford am Zeno-Observatorium (IAU-Code 727) in Edmond entdeckt wurde.
Der Asteroid wurde am 23. Mai 2000 nach Oklahoma, einem Bundesstaat im zentralen Süden der Vereinigten Staaten von Amerika benannt.